# ラモン・ガルシア
ラモン・ガルシア・イラレス（Ramon Garcia Hirales、1982年9月10日 - ）は、メキシコの元プロボクサー。元WBO世界ライトフライ級王者。双子の兄弟ラウル・ガルシアもプロボクサーで、元IBF世界ミニマム級王者で元WBO世界ミニマム級王者。

## 来歴
2012年4月28日、アメリカ初登場。カリフォルニア州・ポモナにてWBA世界ライトフライ級王者ローマン・ゴンサレスと対戦した。試合は4回ゴンザレスの右アッパーでガルシアはダウン、その後も王者ゴンザレスの追撃でガルシアは再度ダウンし、主審のノーカウントストップにより4回2分9秒KO負けとなった。
2014年9月20日、IBF世界ライトフライ級王座決定戦をハビエル・メンドーサと行い、12回3-0(109-116、110-115×2)の判定負けを喫した。
2014年10月18日、IBFは最新ランキングを発表し、ガルシアはIBF世界ライトフライ級9位にランクインした。

## 獲得タイトル
- WBCインターナショナルライトフライ級王座
- WBO世界ライトフライ級暫定王座（防衛2度）
- WBO世界ライトフライ級王座（防衛0度）